# George Stevens
George Stevens (Oakland, Kalifornija, 18. prosinca 1904. - Lancaster, Kalifornija, 8. ožujka 1975.), američki filmski redatelj, producent i pisac. 
Rođen u Oaklandu, Kalifornija, Stevens se počeo baviti filmom kao kamerman, radeći na filmovima Stanlija i Olija. Prvi dugometražni film mu je bio The Cohens i Kellys in Trouble iz 1933.
1934. je prvi put režirao, i to jeftinu komediju Kentucky Kernels. Prekretnica u karijeri bio mu je film Alice Adams iz 1935., s Katharine Hepburn. Krajem tridesetih je režirao nekoliko filmova s Ginger Rogers i  Fredom Astaireom, ne samo njihovih zajedničkih filmova, nego i posebno.
Tijekom  Drugog svjetskog rata, njegova ekipa je jedina snimila film u boji na europskoj bojišnici, a snimali su i u koncentracijskom logoru u Dachauu. Kao rezultat, njegovi filmovi su nakon rata postali više dramatični. I Remember Mama iz 1948. je bio zadnji film s komičnim scenama koji je snimio. Nakon toga je snimio klasike kao što su Mjesto pod suncem, Shane,  Dnevnik Anne Frank,  Div i Najveća priča ikad ispričana.
Stevens je otac televizijskog i filmskog pisca, producenta i redatelja Georgea Stevensa mlađeg i djed televizijskog i filmskog producenta Michaela Stevensa.
Stevens je umro na svojem ranču u Lancasteru u Kaliforniji.

## Filmografija
- The Cohens and Kellys in Trouble (1933.)
- Kentucky Kernels (1934.)
- Bachelor Bait (1934.)
- Laddie (1935.)
- The Nitwits (1935.)
- Alice Adams (1935.)
- Annie Oakley (1935.)
- Swing Time (1936.)
- Quality Street (1937.)
- Dama u nevolji (1937.)
- Vivacious Lady (1938.)
- Gunga Din (1939.)
- Vigil in the Night (1940.)
- Penny Serenade (1941.)
- Žena godine (1942.)
- Gradska šaputanja (1942.)
- Što brojniji, to veseliji (1943.)
- I Remember Mama (1948.)
- Mjesto pod suncem (1951.)
- Something to Live For (1952.)
- Shane (1953.)
- Div (1956.)
- Dnevnik Anne Frank (1959.)
- Najveća priča ikad ispričana (1965.)
- The Only Game in Town (1970.)

## Vanjske poveznice
- George Stevens u internetskoj bazi filmova IMDb-u (engl.)
- Članak o Georgeu Stevensu  Arhivirana inačica izvorne stranice od 13. srpnja 2007. (Wayback Machine)